# Трасс, Ханс Хартмутович
Ханс-Вольдемар Хартмутович Трасс (эст. Hans-Voldemar Trass; 2 мая 1928, Таллин, Эстония — 14 февраля 2017, там же) — советский и эстонский ботаник, член-корреспондент Эстонской академии наук (1975), доктор биологических наук (1969), профессор (1970), председатель Эстонского общества естествоиспытателей (1964—1973, 1985—1991).

## Биография
Родился в семье рабочего. В 1947 году окончил таллинскую среднюю школу № 10 и поступил на биологический факультет Тартуского государственного университета. Во время учёбы он также работал лаборантом в Институте биологии АН ЭССР и параллельно учился в Тартуской музыкальной школе, которую окончил в 1953 году.
В 1952 году окончил Тартуский университет, в 1955 году защитил кандидатскую диссертацию на тему «Lääne-Eesti madalsoode floora ja vegetatsioon» («Флора и растительность низинных болот Западной Эстонии»). С 1955 года — в Тартуском университете:
- 1955—1959 гг. — старший преподаватель,
- 1957—1960 гг. — исполняющий обязанности доцента,
- 1960—1969 гг. — доцент,
- 1969—1970 гг. — исполняющий обязанности профессора,
- 1970—1991 гг. — профессор.

С 1956 по 1991 год — заведующий кафедрой систематики растений и геоботаники. В 1969 году защитил докторскую диссертацию на тему «Анализ лихенофлоры Эстонии».
В 1964—1973 и 1985—1991 годах был председателем Эстонского общества естествоиспытателей. В 1975 году был избран членом-корреспондентом Академии наук Эстонской ССР.
Является автором более 600 научных публикаций. Его основным научным интересом была лихенология. В 1992 году награждён медалью Ахариуса Международной ассоциации лихенологии.

## Семья
Был женат на эстонской актрисе Райне Лоо (род. 1945). Их сын Тоомас Трасс (род. 1966) стал композитором и органистом.

## Основные труды
- Трасс Х. Х. Геоботаника: История и современные тенденции развития / Отв. ред. В. И. Василевич; АН СССР, Всесоюз. ботан. о-во. — Л.: Наука. Ленингр. отд-ние, 1976. — 252, [16] с. — 2500 экз.
- Библиография печатных трудов профессора Виктора Мазинга / Тарт. гос. ун-т; Сост. Х. Трасс. — Тарту: ТГУ, 1985. — 80 с. — 500 экз. (см. Мазинг, Виктор Викторович)